# Saint-Georges-sur-Loire

Saint-Georges-sur-Loire este o comună în departamentul Maine-et-Loire, Franța. În 2009 avea o populație de 3,292 de locuitori.